# Élections législatives de 2022 dans le Haut-Rhin
Les élections législatives françaises de 2022 dans le Haut-Rhin se déroulent les 12 et 19 juin 2022. Dans le département, six députés sont à élire dans le cadre de six circonscriptions.

## Contexte

### Élection présidentielle de 2022
| Circonscription | 1er tour | 1er tour | 1er tour  |         | 2d tour | 2d tour |
| Circonscription | Macron   | Le Pen   | Mélenchon | Macron  | Le Pen  |         |
| --------------- | -------- | -------- | --------- | ------- | ------- | ------- |
| Circonscription |          |          |           |         |         |         |
| 1re             | 28,54 %  | 27,25 %  | 17,04 %   | 54,32 % | 45,68 % |         |
| 2e              | 29,85 %  | 27,24 %  | 14,66 %   | 54,08 % | 45,92 % |         |
| 3e              | 29,36 %  | 27,76 %  | 13,45 %   | 52,01 % | 47,99 % |         |
| 4e              | 24,66 %  | 33,33 %  | 14,75 %   | 45,49 % | 54,51 % |         |
| 5e              | 29,78 %  | 20,80 %  | 23,24 %   | 62,07 % | 37,93 % |         |
| 6e              | 25,90 %  | 27,91 %  | 21,52 %   | 52,79 % | 47,21 % |         |

## Système électoral
Les élections législatives ont lieu au scrutin uninominal majoritaire à deux tours dans des circonscriptions uninominales.
Est élu au premier tour le candidat qui réunit la majorité absolue des suffrages exprimés et un nombre de voix au moins égal au quart (25 %) des électeurs inscrits dans la circonscription. Si aucun des candidats ne satisfait ces conditions, un second tour est organisé entre les candidats ayant réuni un nombre de voix au moins égal à un huitième des inscrits (12,5 %) ; les deux candidats arrivés en tête du premier tour se maintiennent néanmoins par défaut si un seul ou aucun d'entre eux n'a atteint ce seuil. Au second tour, le candidat arrivé en tête est déclaré élu.
Le seuil de qualification basé sur un pourcentage du total des inscrits et non des suffrages exprimés rend plus difficile l'accès au second tour lorsque l'abstention est élevée. Le système permet en revanche l'accès au second tour de plus de deux candidats si plusieurs d'entre eux franchissent le seuil de 12,5 % des inscrits. Les candidats en lice au second tour peuvent ainsi être trois, un cas de figure appelé « triangulaire ». Les second tours où s'affrontent quatre candidats, appelés « quadrangulaire » sont également possibles, mais beaucoup plus rares.

### Partis et nuances
Les résultats des élections sont publiés en France par le ministère de l'Intérieur, qui classe les partis en leur attribuant des nuances politiques. Ces dernières sont décidées par les préfets, qui les attribuent indifféremment de l'étiquette politique déclarée par les candidats, qui peut être celle d'un parti ou une candidature sans étiquette.
En 2022, seules les coalitions Ensemble (ENS) et Nouvelle Union populaire écologique et sociale (NUP), ainsi que le Parti radical de gauche (RDG), l'Union des démocrates et indépendants (UDI), Les Républicains (LR), le Rassemblement national (RN) et Reconquête (REC) se voient attribuer  une nuance propre,,.
Tous les autres partis se voient attribuer l'une ou l'autre des nuances suivantes : DXG (divers extrême gauche), DVG (divers gauche), ECO (écologiste), REG (régionaliste), DVC (divers centre), DVD (divers droite), DSV (droite souverainiste) et DXD (divers extrême droite). Des partis comme Debout la France ou Lutte ouvrière ne disposent ainsi pas de nuance propre, et leurs résultats nationaux ne sont pas publiés séparément par le ministère, car mélangés avec d'autres partis (respectivement dans les nuances DSV et DXG),.

## Résultats

### Élus
| Circonscription                                 | Député sortant         | Parti | Parti | Député élu ou réélu    | Parti | Parti    |
| ----------------------------------------------- | ---------------------- | ----- | ----- | ---------------------- | ----- | -------- |
| 1re                                             | Yves Hemedinger        |       | LR    | Brigitte Klinkert      |       | LREM     |
| 2e                                              | Jacques Cattin         |       | LR    | Hubert Ott             |       | MoDem    |
| 3e                                              | Jean-Luc Reitzer*      |       | LR    | Didier Lemaire         |       | Horizons |
| 4e                                              | Raphaël Schellenberger |       | LR    | Raphaël Schellenberger |       | LR       |
| 5e                                              | Olivier Becht          |       | Agir  | Olivier Becht          |       | Agir     |
| 6e                                              | Bruno Fuchs            |       | MoDem | Bruno Fuchs            |       | MoDem    |
| * député sortant ne se représentant pas en 2022 |                        |       |       |                        |       |          |

### Résultats à l'échelle du département

#### Résultats par coalition
| Parti et coalition                                           | Parti et coalition                                           | Parti et coalition                     | Premier tour | Premier tour | Premier tour | Second tour   | Second tour   | Second tour | Total Sièges  | +/-           |  |
| Parti et coalition                                           | Parti et coalition                                           | Parti et coalition                     | Voix         | %            | Sièges       | Voix          | %             | Sièges      | Total Sièges  | +/-           |  |
| ------------------------------------------------------------ | ------------------------------------------------------------ | -------------------------------------- | ------------ | ------------ | ------------ | ------------- | ------------- | ----------- | ------------- | ------------- |  |
|                                                              |                                                              | Mouvement démocrate (MoDem)            | 24 268       | 10,60        | 0            | 36 551        | 18,33         | 2           | 2             | Nv            |  |
|                                                              | La République en marche (LREM)                               | 20 260                                 | 8,85         | 0            | 14 141       | 7,09          | 1             | 1           | en stagnation |               |  |
|                                                              | Agir                                                         | 12 801                                 | 5,59         | 0            | 18 443       | 9,25          | 1             | 1           | Nv            |               |  |
|                                                              | Horizons (H)                                                 | 7 563                                  | 3,30         | 0            | 18 757       | 9,41          | 1             | 1           | Nv            |               |  |
| Total Ensemble (ENS)                                         | Total Ensemble (ENS)                                         | 64 892                                 | 28,33        | 0            | 87 892       | 44,08         | 5             | 5           | 4             |               |  |
|                                                              | Rassemblement national (RN)                                  | Rassemblement national (RN)            | 47 756       | 20,85        | 0            | 49 227        | 24,69         | 0           | 0             | en stagnation |  |
|                                                              |                                                              | La France insoumise (LFI)              | 25 549       | 11,16        | 0            |               |               |             | 0             | en stagnation |  |
|                                                              | Génération.s (G·s)                                           | 6 452                                  | 2,82         | 0            | 10 094       | 5,06          | 0             | 0           | Nv            |               |  |
|                                                              | Parti socialiste (PS)                                        | 5 027                                  | 2,19         | 0            |              |               |               | 0           | en stagnation |               |  |
| Total Nouvelle Union populaire écologique et sociale (NUPES) | Total Nouvelle Union populaire écologique et sociale (NUPES) | 37 028                                 | 16,17        | 0            | 10 094       | 5,06          | 0             | 0           | en stagnation |               |  |
|                                                              |                                                              | Les Républicains (LR)                  | 34 406       | 15,02        | 0            | 52 160        | 26,16         | 1           | 1             | 3             |  |
|                                                              | Union des démocrates et indépendants (UDI)                   | 1 618                                  | 0,71         | 0            |              |               |               | 0           | en stagnation |               |  |
| Total Union de la droite et du centre (UDC)                  | Total Union de la droite et du centre (UDC)                  | 36 024                                 | 15,73        | 0            | 52 160       | 26,16         | 1             | 1           | 4             |               |  |
|                                                              |                                                              | Unser Land (UL)                        | 9 064        | 3,96         | 0            |               |               |             | 0             | en stagnation |  |
| Total Régions et peuples solidaires (R&PS)                   | Total Régions et peuples solidaires (R&PS)                   | 9 064                                  | 3,96         | 0            | 0            | en stagnation |               |             |               |               |  |
|                                                              | Reconquête (REC)                                             | Reconquête (REC)                       | 8 227        | 3,59         | 0            | 0             | Nv            |             |               |               |  |
|                                                              |                                                              | Écologie au centre (ÉAC)               | 4 472        | 1,95         | 0            | 0             | en stagnation |             |               |               |  |
|                                                              | Mouvement des progressistes (MdP)                            | 831                                    | 0,36         | 0            | 0            | en stagnation |               |             |               |               |  |
| Total Écologie au centre (ÉAC)                               | Total Écologie au centre (ÉAC)                               | 5 303                                  | 2,32         | 0            | 0            | en stagnation |               |             |               |               |  |
|                                                              |                                                              | Debout la France (DLF)                 | 2 159        | 0,94         | 0            | 0             | en stagnation |             |               |               |  |
|                                                              | Les Patriotes (LP)                                           | 2 124                                  | 0,93         | 0            | 0            | Nv            |               |             |               |               |  |
| Total Union pour la France (UPF)                             | Total Union pour la France (UPF)                             | 4 283                                  | 1,87         | 0            | 0            | en stagnation |               |             |               |               |  |
|                                                              |                                                              | Mouvement écologiste indépendant (MEI) | 3 767        | 1,64         | 0            | 0             | en stagnation |             |               |               |  |
| Total Tous unis pour le vivant (TUPV)                        | Total Tous unis pour le vivant (TUPV)                        | 3 767                                  | 1,64         | 0            | 0            | en stagnation |               |             |               |               |  |
|                                                              | Parti animaliste (PA)                                        | Parti animaliste (PA)                  | 2 466        | 1,08         | 0            | 0             | en stagnation |             |               |               |  |
|                                                              | Dissidents Ensemble                                          | Dissidents Ensemble                    | 1 946        | 0,85         | 0            | 0             | Nv            |             |               |               |  |
|                                                              | Lutte ouvrière (LO)                                          | Lutte ouvrière (LO)                    | 1 527        | 0,67         | 0            | 0             | en stagnation |             |               |               |  |
|                                                              | Ensemble pour les libertés (EPL)                             | Ensemble pour les libertés (EPL)       | 1 437        | 0,63         | 0            | 0             | Nv            |             |               |               |  |
|                                                              | Volt France (Volt)                                           | Volt France (Volt)                     | 544          | 0,24         | 0            | 0             | Nv            |             |               |               |  |
|                                                              | Le Peuple de France (PDF)                                    | Le Peuple de France (PDF)              | 247          | 0,11         | 0            | 0             | Nv            |             |               |               |  |
|                                                              | Parti pirate (PP)                                            | Parti pirate (PP)                      | 235          | 0,10         | 0            | 0             | en stagnation |             |               |               |  |
|                                                              | Dissidents Les Républicains                                  | Dissidents Les Républicains            | 198          | 0,09         | 0            | 0             | en stagnation |             |               |               |  |
|                                                              |                                                              | Appel au peuple (AuP)                  | 8            | 0,00         | 0            | 0             | Nv            |             |               |               |  |
| Total La Raison du Peuple (LRDP)                             | Total La Raison du Peuple (LRDP)                             | 8                                      | 0,00         | 0            | 0            | Nv            |               |             |               |               |  |
|                                                              | Sans étiquette (SE)                                          | Sans étiquette (SE)                    | 4 079        | 1,78         | 0            | 0             | en stagnation |             |               |               |  |
|                                                              |                                                              |                                        |              |              |              |               |               |             |               |               |  |
| Suffrages exprimés                                           | Suffrages exprimés                                           | Suffrages exprimés                     | 229 031      | 97,99        |              | 199 373       | 92,98         |             |               |               |  |
| Votes blancs                                                 | Votes blancs                                                 | Votes blancs                           | 3 401        | 1,46         | 12 004       | 5,60          |               |             |               |               |  |
| Votes nuls                                                   | Votes nuls                                                   | Votes nuls                             | 1 294        | 0,55         | 3 052        | 1,42          |               |             |               |               |  |
| Total                                                        | Total                                                        | Total                                  | 233 726      | 100          | 0            | 214 429       | 100           | 6           | 6             | en stagnation |  |
| Abstentions                                                  | Abstentions                                                  | Abstentions                            | 299 722      | 56,19        |              | 319 154       | 59,81         |             |               |               |  |
| Inscrits/Participation                                       | Inscrits/Participation                                       | Inscrits/Participation                 | 533 448      | 43,81        | 533 583      | 40,19         |               |             |               |               |  |

#### Résultats par nuance
| Nuance                 | Nuance                                         | Nuance                 | Premier tour | Premier tour | Premier tour | Second tour | Second tour   | Second tour | Total Sièges | +/-           |
| Nuance                 | Nuance                                         | Nuance                 | Voix         | %            | Sièges       | Voix        | %             | Sièges      | Total Sièges | +/-           |
| ---------------------- | ---------------------------------------------- | ---------------------- | ------------ | ------------ | ------------ | ----------- | ------------- | ----------- | ------------ | ------------- |
|                        | Ensemble !                                     | ENS                    | 64 892       | 28,33        | 0            | 87 892      | 44,08         | 5           | 5            | 4             |
|                        | Rassemblement national                         | RN                     | 47 756       | 20,85        | 0            | 49 227      | 24,69         | 0           | 0            | en stagnation |
|                        | Nouvelle Union populaire écologique et sociale | NUP                    | 37 028       | 16,17        | 0            | 10 094      | 5,06          | 0           | 0            | en stagnation |
|                        | Les Républicains                               | LR                     | 34 406       | 15,02        | 0            | 52 160      | 26,16         | 1           | 1            | 3             |
|                        | Ecologistes                                    | ECO                    | 12 142       | 5,30         | 0            |             |               |             | 0            | en stagnation |
|                        | Régionaliste                                   | REG                    | 9 288        | 4,06         | 0            | 0           | en stagnation |             |              |               |
|                        | Reconquête                                     | REC                    | 8 227        | 3,59         | 0            | 0           | Nv            |             |              |               |
|                        | Divers                                         | DIV                    | 4 314        | 1,88         | 0            | 0           | en stagnation |             |              |               |
|                        | Droite souverainiste                           | DSV                    | 4 291        | 1,87         | 0            | 0           | en stagnation |             |              |               |
|                        | Divers centre                                  | DVC                    | 3 811        | 1,66         | 0            | 0           | Nv            |             |              |               |
|                        | Divers extrême gauche                          | DXG                    | 1 527        | 0,67         | 0            | 0           | en stagnation |             |              |               |
|                        | Parti radical de gauche                        | RDG                    | 831          | 0,36         | 0            | 0           | en stagnation |             |              |               |
|                        | Divers gauche                                  | DVG                    | 320          | 0,14         | 0            | 0           | en stagnation |             |              |               |
|                        | Divers droite                                  | DVD                    | 198          | 0,09         | 0            | 0           | 1             |             |              |               |
|                        |                                                |                        |              |              |              |             |               |             |              |               |
| Suffrages exprimés     | Suffrages exprimés                             | Suffrages exprimés     | 229 031      | 97,99        |              | 199 373     | 92,98         |             |              |               |
| Votes blancs           | Votes blancs                                   | Votes blancs           | 3 401        | 1,46         | 12 004       | 5,60        |               |             |              |               |
| Votes nuls             | Votes nuls                                     | Votes nuls             | 1 294        | 0,55         | 3 052        | 1,42        |               |             |              |               |
| Total                  | Total                                          | Total                  | 233 726      | 100          | 0            | 214 429     | 100           | 6           | 6            | en stagnation |
| Abstentions            | Abstentions                                    | Abstentions            | 299 722      | 56,19        |              | 319 154     | 59,81         |             |              |               |
| Inscrits/Participation | Inscrits/Participation                         | Inscrits/Participation | 533 448      | 43,81        | 533 583      | 40,19       |               |             |              |               |

### Cartes

Nuance politique des candidats arrivés en tête dans chaque commune au 1er tour.
Nuance politique des candidats arrivés en tête dans chaque commune au 2e tour.

### Résultats par circonscription

#### Première circonscription
Député sortant : Yves Hemedinger (Les Républicains).
| Candidat                 | Candidat                 | Parti et coalition       | Nuance                   | Premier tour | Premier tour | Second tour | Second tour |
| Candidat                 | Candidat                 | Parti et coalition       | Nuance                   | Voix         | %            | Voix        | %           |
| ------------------------ | ------------------------ | ------------------------ | ------------------------ | ------------ | ------------ | ----------- | ----------- |
|                          | Brigitte Klinkert        | LREM (ENS)               | ENS                      | 11 791       | 34,58        | 14 141      | 50,21       |
|                          | Yves Hemedinger          | LR (UDC)                 | LR                       | 7 014        | 20,57        | 14 022      | 49,79       |
|                          | Steven Schoenbeck        | RN                       | RN                       | 5 866        | 17,20        |             |             |
|                          | Aïcha Fritsch            | PS (NUPES)               | NUP                      | 5 027        | 14,74        |             |             |
|                          | Ariane Bischoff Batma    | REC                      | REC                      | 1 103        | 3,23         |             |             |
|                          | Cyrielle Couval          | DLF (UPF)                | DSV                      | 909          | 2,67         |             |             |
|                          | Paul Martin,             | MdP (EAC)                | RDG                      | 831          | 2,44         |             |             |
|                          | Thiébault Zitvogel       | UL (R&PS)                | REG                      | 700          | 2,05         |             |             |
|                          | Laure Gisie              | PA                       | ECO                      | 627          | 1,84         |             |             |
|                          | Gilles Schaffar          | LO                       | DXG                      | 234          | 0,69         |             |             |
|                          |                          |                          |                          |              |              |             |             |
| Votes valides            | Votes valides            | Votes valides            | Votes valides            | 34 102       | 98,35        | 28 163      | 93,20       |
| Votes blancs             | Votes blancs             | Votes blancs             | Votes blancs             | 403          | 1,16         | 1 561       | 5,17        |
| Votes nuls               | Votes nuls               | Votes nuls               | Votes nuls               | 170          | 0,49         | 493         | 1,63        |
| Total                    | Total                    | Total                    | Total                    | 34 675       | 100          | 30 217      | 100         |
| Abstention               | Abstention               | Abstention               | Abstention               | 43 605       | 55,70        | 48 074      | 61,40       |
| Inscrits / participation | Inscrits / participation | Inscrits / participation | Inscrits / participation | 78 280       | 44,30        | 78 291      | 38,60       |

#### Deuxième circonscription
Député sortant : Jacques Cattin (Les Républicains).
| Candidat                 | Candidat                 | Parti et coalition       | Nuance                   | Premier tour | Premier tour | Second tour | Second tour |
| Candidat                 | Candidat                 | Parti et coalition       | Nuance                   | Voix         | %            | Voix        | %           |
| ------------------------ | ------------------------ | ------------------------ | ------------------------ | ------------ | ------------ | ----------- | ----------- |
|                          | Hubert Ott               | MoDem (ENS)              | ENS                      | 12 272       | 28,51        | 17 947      | 52,90       |
|                          | Jacques Cattin           | LR (UDC)                 | LR                       | 8 907        | 20,69        | 15 977      | 47,10       |
|                          | Nathalie Aubert          | RN                       | RN                       | 7 893        | 18,34        |             |             |
|                          | Lilian Bourgeois         | LFI (NUPES)              | NUP                      | 6 797        | 15,79        |             |             |
|                          | Jean-George Trouillet    | UL (R&PS)                | REG                      | 1 849        | 4,30         |             |             |
|                          | Gabriel Schermann        | EAC                      | ECO                      | 1 462        | 3,40         |             |             |
|                          | Emily Gravier            | REC                      | REC                      | 1 236        | 2,87         |             |             |
|                          | Sophie Vanackere         | LP (UPF)                 | DSV                      | 909          | 2,11         |             |             |
|                          | Vincent Ackermann        | EPL                      | ECO                      | 808          | 1,88         |             |             |
|                          | Fabien Becker            | SE                       | DIV                      | 531          | 1,23         |             |             |
|                          | Anne Deffarges           | LO                       | DXG                      | 286          | 0,66         |             |             |
|                          | Abel Moreau              | PP                       | DIV                      | 98           | 0,23         |             |             |
|                          |                          |                          |                          |              |              |             |             |
| Votes valides            | Votes valides            | Votes valides            | Votes valides            | 43 048       | 98,08        | 33 924      | 90,08       |
| Votes blancs             | Votes blancs             | Votes blancs             | Votes blancs             | 624          | 1,42         | 2 863       | 7,60        |
| Votes nuls               | Votes nuls               | Votes nuls               | Votes nuls               | 220          | 0,50         | 871         | 2,31        |
| Total                    | Total                    | Total                    | Total                    | 43 892       | 100          | 37 658      | 100         |
| Abstention               | Abstention               | Abstention               | Abstention               | 48 686       | 52,59        | 54 927      | 59,33       |
| Inscrits / participation | Inscrits / participation | Inscrits / participation | Inscrits / participation | 92 578       | 47,41        | 92 585      | 40,67       |

#### Troisième circonscription
Député sortant : Jean-Luc Reitzer (Les Républicains).
| Candidat                 | Candidat                 | Parti et coalition       | Nuance                   | Premier tour | Premier tour | Second tour | Second tour |
| Candidat                 | Candidat                 | Parti et coalition       | Nuance                   | Voix         | %            | Voix        | %           |
| ------------------------ | ------------------------ | ------------------------ | ------------------------ | ------------ | ------------ | ----------- | ----------- |
|                          | Christian Zimmermann     | RN                       | RN                       | 7 838        | 20,38        | 16 053      | 46,12       |
|                          | Didier Lemaire           | H (ENS)                  | ENS                      | 7 563        | 19,66        | 18 757      | 53,88       |
|                          | Thomas Zeller            | LR (UDC)                 | LR                       | 6 894        | 17,93        |             |             |
|                          | Priscille Silva          | LFI (NUPES)              | NUP                      | 4 774        | 12,41        |             |             |
|                          | Jean-Luc Johaneck        | SE                       | DIV                      | 2 881        | 7,49         |             |             |
|                          | Patrick Striby           | LREM diss.               | DVC                      | 1 946        | 5,06         |             |             |
|                          | Jean-Denis Zoellé        | UL (R&PS)                | REG                      | 1 930        | 5,02         |             |             |
|                          | Antoine Waechter         | MEI (TUPV)               | ECO                      | 1 423        | 3,70         |             |             |
|                          | Sandrine Noël            | REC                      | REC                      | 1 279        | 3,33         |             |             |
|                          | Marc Stutzmann           | EAC                      | ECO                      | 688          | 1,79         |             |             |
|                          | Simone Fischer           | DLF (UPF)                | DSV                      | 626          | 1,63         |             |             |
|                          | Louise Koenig            | PA                       | ECO                      | 440          | 1,14         |             |             |
|                          | Géraud Ferry             | LO                       | DXG                      | 178          | 0,46         |             |             |
|                          |                          |                          |                          |              |              |             |             |
| Votes valides            | Votes valides            | Votes valides            | Votes valides            | 38 460       | 98,47        | 34 810      | 93,98       |
| Votes blancs             | Votes blancs             | Votes blancs             | Votes blancs             | 442          | 1,13         | 1 717       | 4,64        |
| Votes nuls               | Votes nuls               | Votes nuls               | Votes nuls               | 154          | 0,39         | 512         | 1,38        |
| Total                    | Total                    | Total                    | Total                    | 39 056       | 100          | 37 039      | 100         |
| Abstention               | Abstention               | Abstention               | Abstention               | 48 042       | 55,16        | 50 068      | 57,48       |
| Inscrits / participation | Inscrits / participation | Inscrits / participation | Inscrits / participation | 87 098       | 44,84        | 87 107      | 42,52       |

#### Quatrième circonscription
Député sortant : Raphaël Schellenberger (Les Républicains).
| Candidat                 | Candidat                 | Parti et coalition       | Nuance                   | Premier tour | Premier tour | Second tour | Second tour |
| Candidat                 | Candidat                 | Parti et coalition       | Nuance                   | Voix         | %            | Voix        | %           |
| ------------------------ | ------------------------ | ------------------------ | ------------------------ | ------------ | ------------ | ----------- | ----------- |
|                          | Marion Wilhelm           | RN                       | RN                       | 11 622       | 26,19        | 18 144      | 45,02       |
|                          | Raphaël Schellenberger   | LR (UDC)                 | LR                       | 9 874        | 22,25        | 22 161      | 54,98       |
|                          | Sandrine Mayer           | LREM (ENS)               | ENS                      | 8 469        | 19,09        |             |             |
|                          | Chrystelle Garel         | LFI (NUPES)              | NUP                      | 6 792        | 15,31        |             |             |
|                          | Guy Baschung             | UL (R&PS)                | REG                      | 2 089        | 4,71         |             |             |
|                          | Ophélie Lefort           | REC                      | REC                      | 1 497        | 3,37         |             |             |
|                          | Guillaume Reffay         | EAC                      | ECO                      | 923          | 2,08         |             |             |
|                          | Corinne Morgen           | MEI (TUPV)               | ECO                      | 860          | 1,94         |             |             |
|                          | Sylvie Christophe        | LP (UPF)                 | DSV                      | 760          | 1,71         |             |             |
|                          | Olivier Bitterlin        | EPL                      | ECO                      | 629          | 1,42         |             |             |
|                          | Cédric Altherr           | PA                       | ECO                      | 383          | 0,86         |             |             |
|                          | Aimé Sense               | LO                       | DXG                      | 359          | 0,81         |             |             |
|                          | Martine Lapouble         | PDF                      | DVC                      | 115          | 0,26         |             |             |
|                          |                          |                          |                          |              |              |             |             |
| Votes valides            | Votes valides            | Votes valides            | Votes valides            | 44 372       | 97,54        | 40 305      | 94,10       |
| Votes blancs             | Votes blancs             | Votes blancs             | Votes blancs             | 673          | 1,48         | 2 004       | 4,68        |
| Votes nuls               | Votes nuls               | Votes nuls               | Votes nuls               | 446          | 0,98         | 522         | 1,22        |
| Total                    | Total                    | Total                    | Total                    | 45 491       | 100          | 42 831      | 100         |
| Abstention               | Abstention               | Abstention               | Abstention               | 58 490       | 56,25        | 61 187      | 58,82       |
| Inscrits / participation | Inscrits / participation | Inscrits / participation | Inscrits / participation | 103 981      | 43,75        | 104 018     | 41,18       |

#### Cinquième circonscription
Député sortant : Olivier Becht (Agir).
| Candidat                 | Candidat                 | Parti et coalition       | Nuance                   | Premier tour | Premier tour | Second tour | Second tour |
| Candidat                 | Candidat                 | Parti et coalition       | Nuance                   | Voix         | %            | Voix        | %           |
| ------------------------ | ------------------------ | ------------------------ | ------------------------ | ------------ | ------------ | ----------- | ----------- |
|                          | Olivier Becht            | Agir (ENS)               | ENS                      | 12 801       | 40,31        | 18 443      | 64,63       |
|                          | Nadia El Hajjaji,        | G.s (NUPES)              | NUP                      | 6 452        | 20,32        | 10 094      | 35,37       |
|                          | Pierre Pinto             | RN                       | RN                       | 5 122        | 16,13        |             |             |
|                          | Florian Colom            | LR (UDC)                 | LR                       | 1 717        | 5,41         |             |             |
|                          | Emmanuel Taffarelli      | REC                      | REC                      | 1 424        | 4,48         |             |             |
|                          | Régis Baschung           | UL (R&PS)                | REG                      | 772          | 2,43         |             |             |
|                          | Marie-Odile Steimer      | MEI (TUPV)               | ECO                      | 699          | 2,20         |             |             |
|                          | André Chamy              | SE                       | DIV                      | 667          | 2,10         |             |             |
|                          | Alexandre Barazi         | EAC                      | ECO                      | 607          | 1,91         |             |             |
|                          | Amalia Nimerskern        | PA                       | ECO                      | 531          | 1,67         |             |             |
|                          | Lionel Oche              | LP (UPF)                 | DSV                      | 455          | 1,43         |             |             |
|                          | David Dolui              | Volt                     | DVG                      | 320          | 1,01         |             |             |
|                          | Salah Keltoumi           | LO                       | DXG                      | 189          | 0,60         |             |             |
|                          |                          |                          |                          |              |              |             |             |
| Votes valides            | Votes valides            | Votes valides            | Votes valides            | 31 756       | 97,91        | 28 537      | 93,05       |
| Votes blancs             | Votes blancs             | Votes blancs             | Votes blancs             | 571          | 1,76         | 1 867       | 6,09        |
| Votes nuls               | Votes nuls               | Votes nuls               | Votes nuls               | 106          | 0,33         | 263         | 0,86        |
| Total                    | Total                    | Total                    | Total                    | 32 433       | 100          | 30 667      | 100         |
| Abstention               | Abstention               | Abstention               | Abstention               | 44 611       | 57,90        | 46 415      | 60,22       |
| Inscrits / participation | Inscrits / participation | Inscrits / participation | Inscrits / participation | 77 044       | 42,10        | 77 082      | 39,78       |

#### Sixième circonscription
Député sortant : Bruno Fuchs (Mouvement démocrate).
| Candidat                 | Candidat                 | Parti et coalition       | Nuance                   | Premier tour | Premier tour | Second tour | Second tour |
| Candidat                 | Candidat                 | Parti et coalition       | Nuance                   | Voix         | %            | Voix        | %           |
| ------------------------ | ------------------------ | ------------------------ | ------------------------ | ------------ | ------------ | ----------- | ----------- |
|                          | Bruno Fuchs              | MoDem (ENS)              | ENS                      | 11 996       | 32,17        | 18 604      | 55,31       |
|                          | Christelle Ritz          | RN                       | RN                       | 9 415        | 25,25        | 15 030      | 44,69       |
|                          | Léonie Hébert            | LFI (NUPES)              | NUP                      | 7 186        | 19,27        |             |             |
|                          | Laurent Roth             | UL (R&PS)                | REG                      | 1 724        | 4,62         |             |             |
|                          | Sylvain Marcelli         | REC                      | REC                      | 1 688        | 4,53         |             |             |
|                          | Anne Gerhart             | UDI (UDC)                | DVC                      | 1 618        | 4,34         |             |             |
|                          | Hugo Tarantola           | EAC                      | ECO                      | 792          | 2,12         |             |             |
|                          | Pascal Blum              | MEI (TUPV)               | ECO                      | 785          | 2,10         |             |             |
|                          | Romuald Lourenço         | DLF (UPF)                | DSV                      | 624          | 1,67         |             |             |
|                          | Stéphane Barth           | PA                       | ECO                      | 485          | 1,30         |             |             |
|                          | Nathalie Mulot           | LO                       | DXG                      | 281          | 0,75         |             |             |
|                          | Mireille Karlen-Debève   | Volt                     | REG                      | 224          | 0,60         |             |             |
|                          | Guillaume Sevin          | LR diss.                 | DVD                      | 198          | 0,53         |             |             |
|                          | Dimitri Breiner          | PP                       | DIV                      | 137          | 0,37         |             |             |
|                          | Yvan Zill                | PDF                      | DVC                      | 132          | 0,35         |             |             |
|                          | Pascal Beaussart         | AUP (LRDP)               | DSV                      | 8            | 0,02         |             |             |
|                          |                          |                          |                          |              |              |             |             |
| Votes valides            | Votes valides            | Votes valides            | Votes valides            | 37 293       | 97,68        | 33 634      | 93,38       |
| Votes blancs             | Votes blancs             | Votes blancs             | Votes blancs             | 688          | 1,80         | 1 992       | 5,53        |
| Votes nuls               | Votes nuls               | Votes nuls               | Votes nuls               | 198          | 0,52         | 391         | 1,09        |
| Total                    | Total                    | Total                    | Total                    | 38 179       | 100          | 36 017      | 100         |
| Abstention               | Abstention               | Abstention               | Abstention               | 56 288       | 59,58        | 58 483      | 61,89       |
| Inscrits / participation | Inscrits / participation | Inscrits / participation | Inscrits / participation | 94 467       | 40,42        | 94 500      | 38,11       |